# Zhaoermia mangshanensis
Zhaoermia mangshanensis är en ormart som beskrevs av Er-mi Zhao 1990. Zhaoermia mangshanensis är ensam i släktet Zhaoermia som ingår i familjen huggormar. Släktnamnet har bildats av auktorens för- och efternamn. IUCN listar arten däremot i släktet Protobothrops.
Inga underarter finns listade.
Arten är bara känd från en lokal, i Pingkeng, Mangshan (Mang-bergen), på 700 - 900 meter höjd över havet. Mang-bergen ligger i Hunan-provinsen, Kina. 

## Habitat
Ormen förekommer framför allt i skogsområden med tät vegetation. Den vilar ofta på stockar och andra naturliga utsiktsplatser vid djurstigar, för att kunna överraska sitt byte. Den återfinns också ofta i grottor i området. Temperaturen i Mang-bergen närmar sig på vintern nollgradigt, medan sommartemperaturen är 30 grader Celsius eller högre.